# Heinrich Hartwig von der Schulenburg
Heinrich Hartwig von der Schulenburg (* 10. November 1705 in Schricke; † 20. Juni 1754 in Turin) war ein sardinischer Generalmajor.

## Leben
Er entstammte seiner in Preußen und Kursachsen weitverbreiteten Familie und gehörte der Linie Burgscheidungen und Kirchscheidungen an. Geboren wurde er 1705 auf dem Schloss Schricke, das nach Wolmirstedt eingepfarrt gewesen ist, geboren und starb im Jahre 1754. Seine Eltern waren der Hauptmann auf Angern, Heinrich Hartwig von der Schulenburg (1677–1734) und Katharina Sophia von Tresckow (1688–1744) aus dem Hause Schlagenthin. Er war deren ältester Sohn, gefolgt von Joachim Friedrich, Levin Friedrich (1708–1739), Johann Christoph Daniel, Christoph Daniel, Daniel Joachim Friedrich und Graf Alexander Friedrich Christoph von der Schulenburg.
Wie damals bei den führenden brandenburg-preußischen und kursächsischen Adelsfamilien üblich, schlug er die militärische Laufbahn ein. Er wurde zunächst Offizier in savoyischen Diensten und trat in das nach seiner Familie benannte Regiment ein, wo er wie zahlreiche seiner Verwandten in rascher Folge befördert wurde. Als Christoph Daniel von der Schulenburg das sardinische Schulenburgische Regiment verließ, übernahm er dessen Stelle als Kommandeur dieses Regimentes. Damit verbunden war die Ernennung zum Generalmajor. Er war der Letzte Vertreter seiner Familie, der an der Spitze dieses Regimentes stand, da sein Vetter Heinrich Moritz von der Schulenburg bereits als Hauptmann das Regiment verließ. Da er selbst unverheiratet und kinderlos blieb, vermachte Heinrich Hartwig von der Schulenburg sein gesamtes Vermögen seinem Vetter Heinrich Moritz von der Schulenburg.

## Abbildungen
Von Heinrich Hartig von der Schulenburg hing bis zur Enteignung durch die Bodenreform 1945 ein Ölgemälde im Schloss Burgscheidungen, auf dem er als Schulenburg von Falkenberg verzeichnet gewesen ist.